# Mariame Touré (1975)
Pour les articles homonymes, voir Mariame Touré et Touré.
Mariame Touré ou Mariama Touré, née en 1975, est une syndicaliste et femme politique guinéenne.
Depuis le 22 janvier 2022, elle est conseillère au sein du Conseil national de la transition (CNT) de la république de Guinée en tant que représentante des centrales syndicales,.